# Svenskt Friluftsliv
Svenskt Friluftsliv är de ideella friluftsorganisationernas samarbetsorgan. Svenskt Friluftslivs viktigaste uppgifter är att bevara och utveckla förutsättningarna för friluftsliv, verka för att friluftslivets status höjs i samhället och att allemansrätten ska finnas kvar.
Organisationen bildades den 22 februari 2000 som en ideell förening med namnet Frisam. Vid en extra årsstämma som hölls 21 november 2006 beslutades att FRISAM skulle byta namn till Svenskt Friluftsliv. Namnskiftet trädde i kraft den 1 januari 2007.
Idag har man 26 medlemsorganisationer, som har sammanlagt 1 800 000 medlemskap. Ordförande är sedan april 2024 Cecilia Magnusson.
Svenskt Friluftsliv har till syfte att utifrån de enskilda medlemsorganisationernas målsättningar, genom samarbete och samverkan, bevara och utveckla förutsättningarna för friluftsliv och rekreation i vid bemärkelse. 
Svenskt Friluftsliv skall därför bevaka och företräda friluftslivets olika intressen gentemot regeringen, myndigheter och andra organisationer.

## Medlemsorganisationer
- Cykelfrämjandet
- Friluftsfrämjandet
- Förbundet Skog och Ungdom
- Korpen Svenska Motionsidrottsförbundet
- Riksförbundet Hälsofrämjandet
- Riksförbundet Sveriges 4H
- Scouterna
- Sportfiskarna
- Svenska Brukshundklubben
- Svenska Båtunionen
- Svenska Cykelsällskapet
- Svenska Fjällklubben
- Svenska Folksportförbundet
- Svenska Frisksportförbundet
- Svenska Gång- och Vandrarförbundet
- Svenska Islandshästförbundet
- Svenska Jägareförbundet
- Svenska Kanotförbundet
- Svenska Kennelklubben
- Svenska Klätterförbundet
- Svenska Kryssarklubben
- Svenska Livräddningssällskapet
- Svenska Orienteringsförbundet
- Svenska Skridsko-, Kälk- och Rullidrottsförbundet
- Svenska Turistföreningen
- Sveriges Ornitologiska Förening – BirdLife Sverige